# Burg Rokštejn
Die Burgruine Rokštejn, auch Rukštejn bzw. Rokštýn (deutsch Ruckstein) befindet sich fünf Kilometer nordöstlich von Brtnice in Tschechien. Die Doppelburg ist eine der ältesten in der Bauweise des Donaugebiets errichteten Burgen in Mähren.

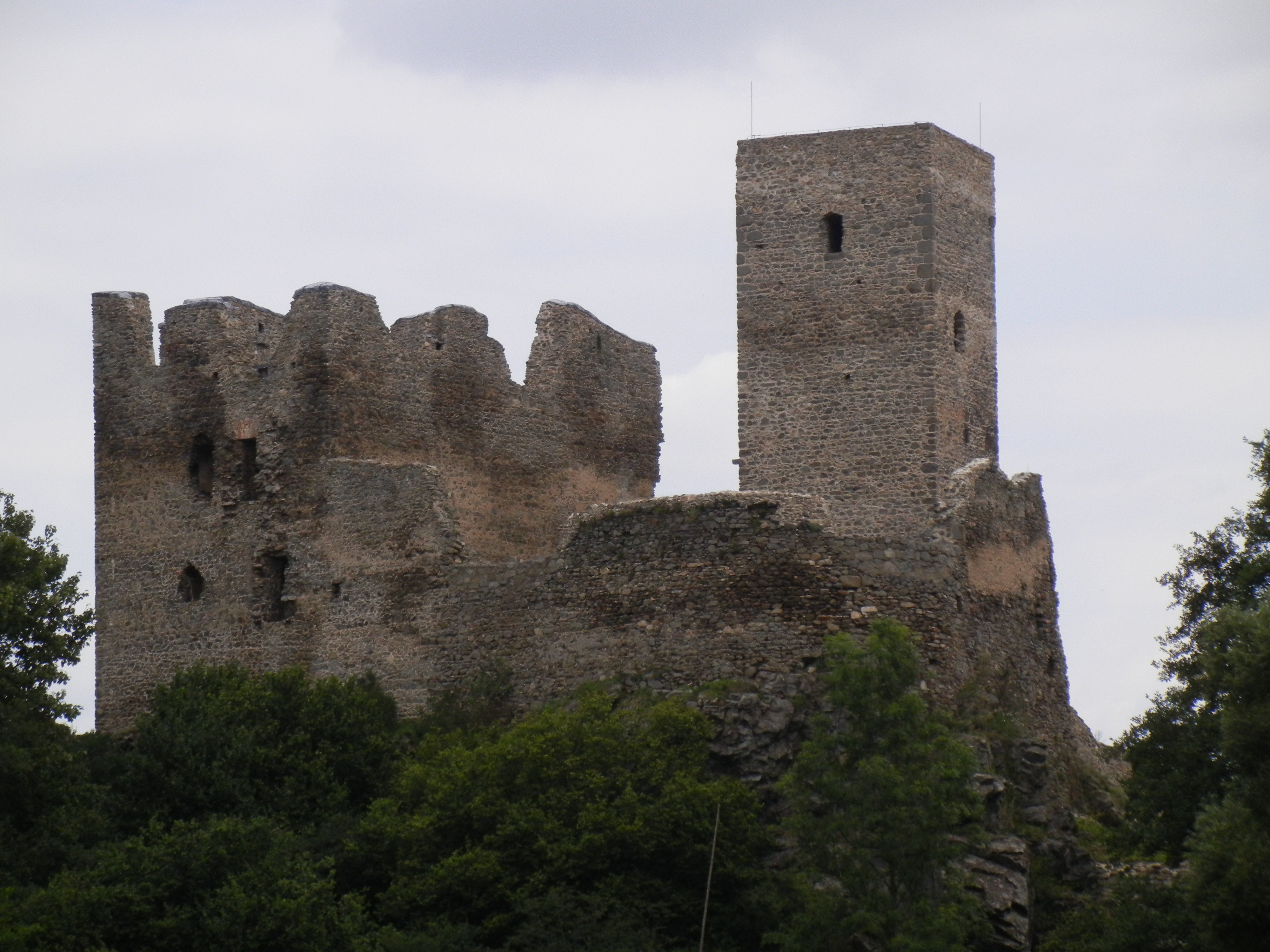
Burgruine Ruckstein

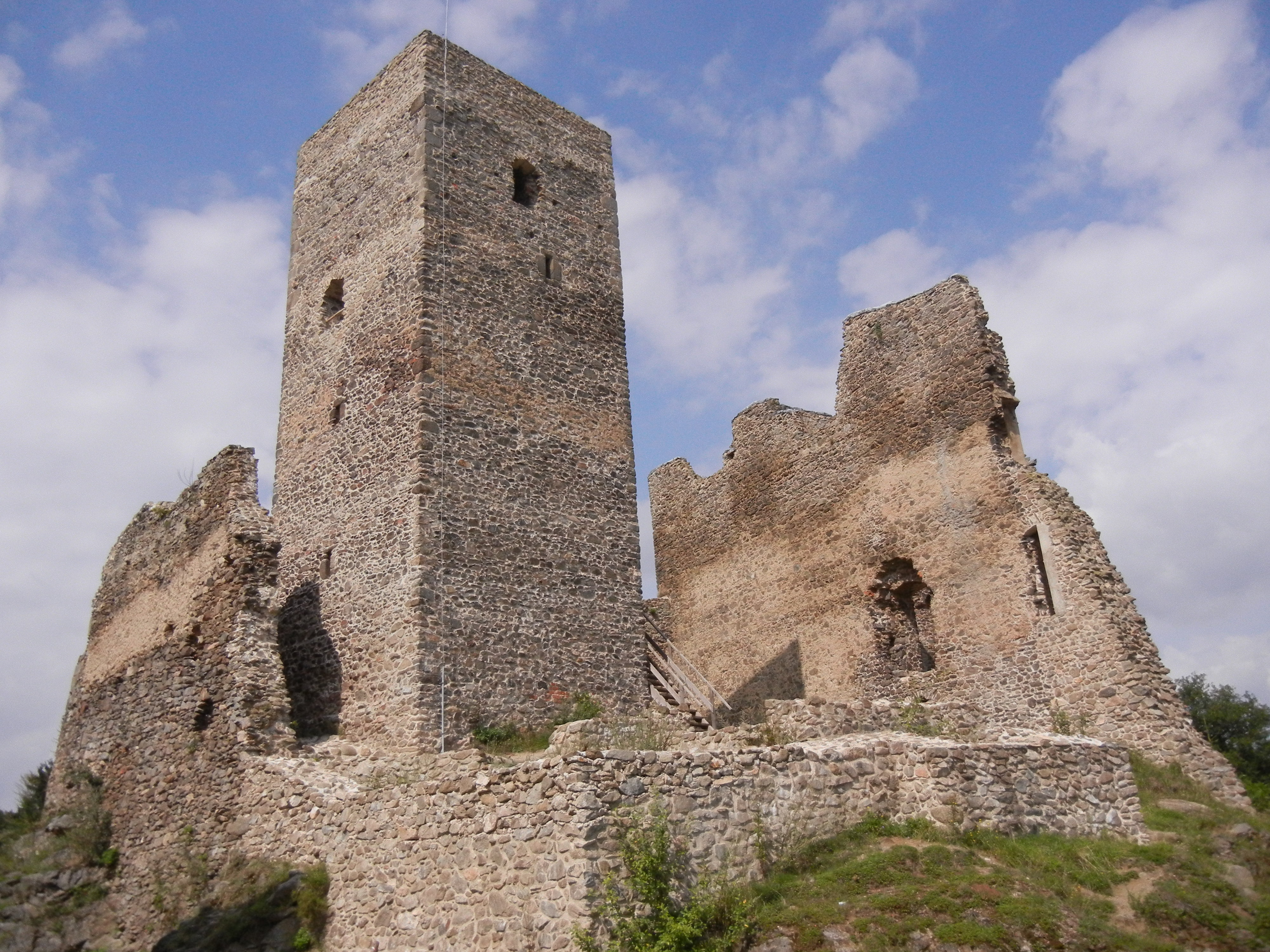
Bergfried und Ringmauer

## Geographie
Die aus einem mächtigen Bergfried, den Mauern des dreigeschossigen Palas und den Burgmauern bestehende Ruine der Spornburg thront auf einem Felssporn rechtsseitig über dem Tal der Brtnice zwischen den Dörfern Malé, Střížov, Přímělkov, Horní Smrčné, Dolní Smrčné und Panská Lhota.

## Geschichte
Das Gebiet gehörte zu den Ländereien, die Konstanze von Ungarn 1233 bei der Stiftung des Klosters Porta Coeli diesem übergab. Wenig später entriss ihr Sohn Wenzel I. dem Zisterzienserkloster die Gegend um Brtnice wieder, weil er dort Silberlagerstätten vermutete. Nach vergeblichen Bergbauversuchen überließ Wenzel den Pirnitzer Gau an Hrut von Kněžice (1213–1259). Der aus den Adelsgeschlecht von Hrutovice entstammende Hrut ließ über dem Tal des Pirnitzer Baches eine Schutzburg errichten. Erstmals urkundlich erwähnt wurde die Burg 1289 als Besitz der Brüder Bernart, Zdislav und Vrš von Rukstein. Die Herren von Hrutovice überließen die Herrschaft Ruckstein einschließlich der zugehörigen Dörfer Stařeč, Slavice, Římov, Okříšky, Číchov, Petrovice, Jestřebí, Přibyslavice, Čáslavice, Dolní Smrčné, Panská Lhota, Uhřínovice und Malé 1360 an Markgraf Johann Heinrich. Dieser vermachte die Güter 1371 seinem Sohn Johann Sobieslaus, der sie 1378 an Hynko von Waldstein verpfändete.
Ruckstein wurde zum Ende des 14. Jahrhunderts zu einer Bastion der mährischen Markgrafen Jobst und Prokop von Mähren im Machtkampf mit der prosperierenden Stadt Iglau, der 1402 im Überfall Prokops auf die Stadt kulminierte. Zu Ruckstein gehörte auch eine kleine Wachtburg auf dem Sporn über der Mündung der Brtnice in die Jihlava bei Přímělkov. Hynkos Sohn Heinrich von Waldstein war in den Hussitenkriege ein Anhänger Kaiser Sigismunds und unterstützte die Stadt Iglau. Dessen Söhne Heinrich und Zdenko schlugen sich auf die Seite der Hussiten und schädigten Iglau wesentlich. 1444 wurde bei einem Vergleich die Unterburg Ruckstein genannt, so dass zu diesem Zeitpunkt zwei Burganlagen bestanden. Während des böhmisch-ungarischen Krieges kämpfte Hynko von Waldstein auf Seiten Georg von Podiebrads. In dieser Zeit wurde Ruckstein von den Truppen Matthias Corvinus erobert und ruiniert. Seit dem 16. Jahrhundert gilt die Burg als wüst.
Seit 1981 finden auf der Burg ausgedehnte archäologische Untersuchungen unter der Leitung von Zdeněk Měřínský (Ústav archeologie a muzeologie FF MU Brno) statt.